# Sony Honda Mobility

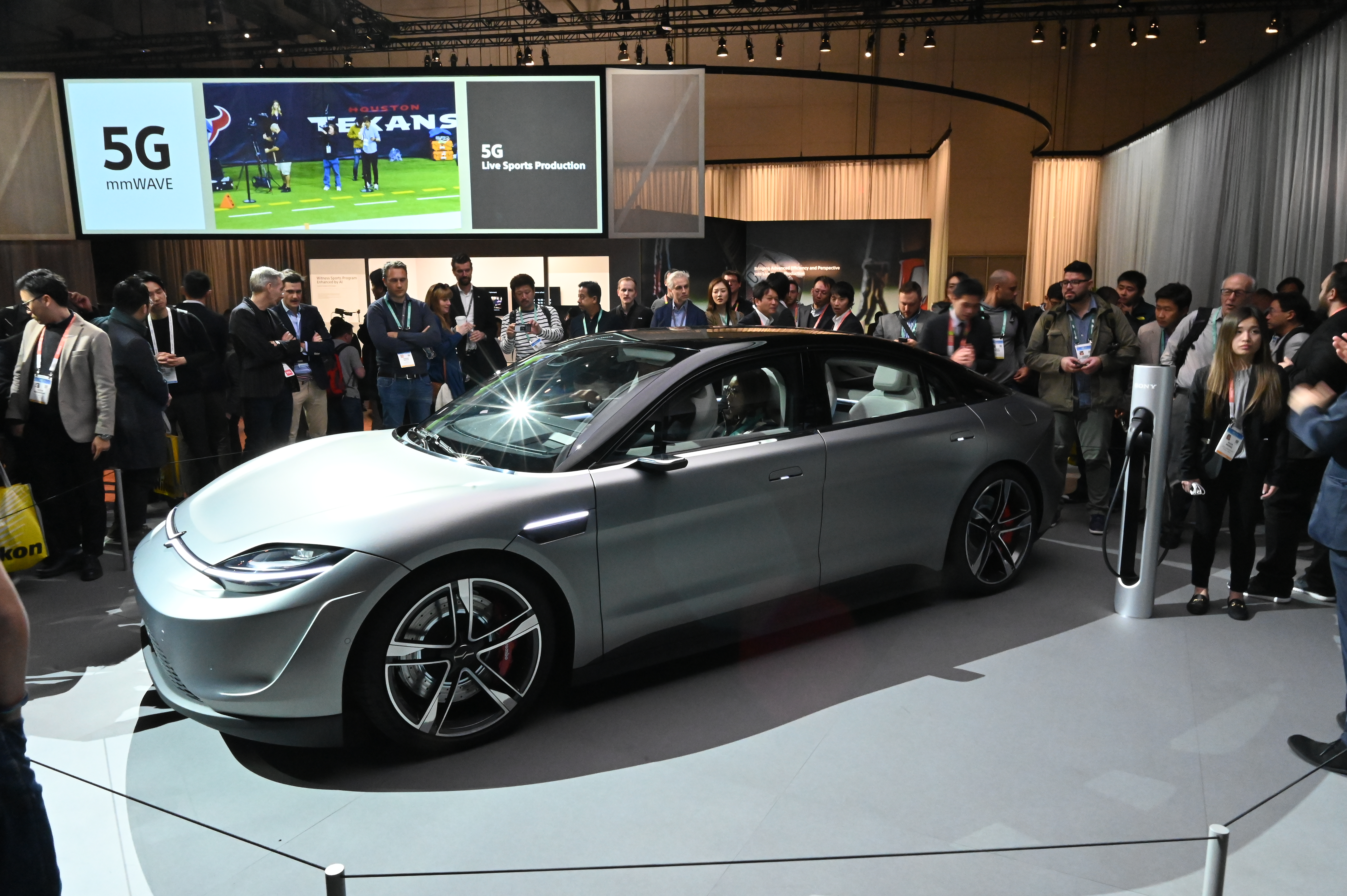
Sony Vision-S (2020) – wstęp do motoryzacyjnego przedsięwzięcia Sony

Sony Honda Mobility Inc. – japoński producent elektrycznych samochodów z siedzibą w Tokio, działający od 2022 roku. Należy do japońskiego joint venture między koncernami Sony i Honda. Oferuje samochody pod marką Afeela.

## Historia
W styczniu 2020 podczas CES Las Vegas japoński gigant branży technologicznej Sony po raz pierwszy w historii zaprezentował model samochodu firmowany własną marką, a także rozwiązaniami technologicznymi jak m.in. Bravia Core czy PlayStation. Sony Vision-S powstało w kooperacji z licznymi partnerami zewnętrznymi takimi jak Magna Steyr, Continental czy Bosch, pełniąc pierwotnie jedynie funkcję konstrukcji demonstracyjnej i eksperymentalnej. Zmianie uległo to jednak 2 lata później, gdy podczas kolejnej edycji CES Las Vegas w styczniu 2022 Sony przedstawiło rozwinięcie Vision-S i zarazem zapowiedziało, że ostatecznie jest zainteresowane wdrożeniem do produkcji zaawansowanego technicznie samochodu elektrycznego, o ile znajdzie zewnętrznego partnera strategicznego.
W marcu 2022 Sony oficjalnie ogłosiło, że partnerem do wspólnego przedsięwzięcia w branży motoryzacyjnej został rodzimy koncern motoryzacyjny Honda, do przypieczętowano podpisaniem memorandum. Miesiąc później, z początkiem kwietnia, powstała spółka joint venture Sony Honda Mobility Inc., stawiająca sobie za cel wdrożenie do produkcji własnej konstrukcji, wspólnie rozwijanych samochodów elektrycznych. Oficjalne ogłoszenie nazwy przedsięwzięcia wraz z jej podstawowymi planami, założeniami oraz obszarami działalności zaprezentowano podczas konferencji w październiku 2022. W styczniu 2023 podczas targów technologicznych CES Las Vegas odbyła się z kolei prezentacja marki, pod którą japońskie joint venture wkracza na rynek motoryzacyjny – Afeela. Wiązało się to też z prezentacją nowej generacji studium planowanego na 2026 seryjnego samochodu elektrycznego w postaci flagowej limuzyny Afeela Prototype. Do rozwoju zaawansowanego technologiczne pojazdu obsługującego technologię 5G zaangażowano takie firmy jak Epic Games czy Qualcomm. Za pierwszy rynek zbytu dla samochodów marki Afeela zostały określone Stany Zjednoczone, gdzie też zaplanowano ich produkcję w lokalnych zakładach Hondy.

## Modele samochodów

### Studyjne
- Afeela Prototype (2023)